# Arrhenocnemis amphidactylis
Arrhenocnemis amphidactylis е вид водно конче от семейство Platycnemididae.

## Разпространение
Видът е разпространен в Индонезия.